# Chedean Nation
Chedean Nation (* 31. Oktober 1986 in Jamaika) ist eine jamaikanische Cricketspielerin, die seit 2008 für das West Indies Women’s Cricket Team spielt.

## Aktive Karriere
Nation gab ihr Debüt in der Nationalmannschaft im Sommer 2008 bei der Tour in Irland, bei der sie ihr erstes WODI und WTwenty20 absolvierte. Zunächst spielte sie vorwiegend als Bowlerin im Team und konnte bei der Tour gegen England im November 2009 im ersten WODI 3 Wickets für 22 Runs erzielen. Jedoch konnte sie sich danach nicht in der Mannschaft halten und es sollte bis 2016 dauern, bis sie wieder in die Nationalmannschaft aufstieg.
Im Vorlauf zum Women’s Cricket World Cup 2017 bestritt sie einige Touren und wurde dann für die Weltmeisterschaft nominiert. Dabei waren 35 Runs die sie gegen Pakistan erzielte ihre beste Leistung. Während des Turniers kam sie in Kritik, dass sie gute Starts nicht nutzen könnte, um höhere Run-Zahlen zu erreichen. Ihr erstes Fifty erzielte sie im WTWenty20, als sie im Januar 2019 bei der Tour gegen pakistan in den Vereinigten Arabischen Emiraten 50* Runs im ersten WTwenty20 erreichte. Im Mai konnte sie ein weiteres über 63* Runs in Irland erzielen. So wurde sie zum ICC Women’s T20 World Cup 2020 nominiert, konnte da jedoch bei den drei Spielen, die sie spielte, keinen wichtigen Beitrag leisten. Ihr erstes WODI-Fifty gelang ihr im November 2021 in Pakistan, als ihr 51* Runs im dritten WODI gelangen. Im Februar 2022 wurde sie für den Women’s Cricket World Cup 2022 nominiert. Dort konnte sie unter anderem gegen England 49* Runs erzielen. Im Jahr darauf war sie Teil des Teams beim ICC Women’s T20 World Cup 2023, wo ihre beste Leistung 21* Runs gegen Indien waren.